# Сайменський канал

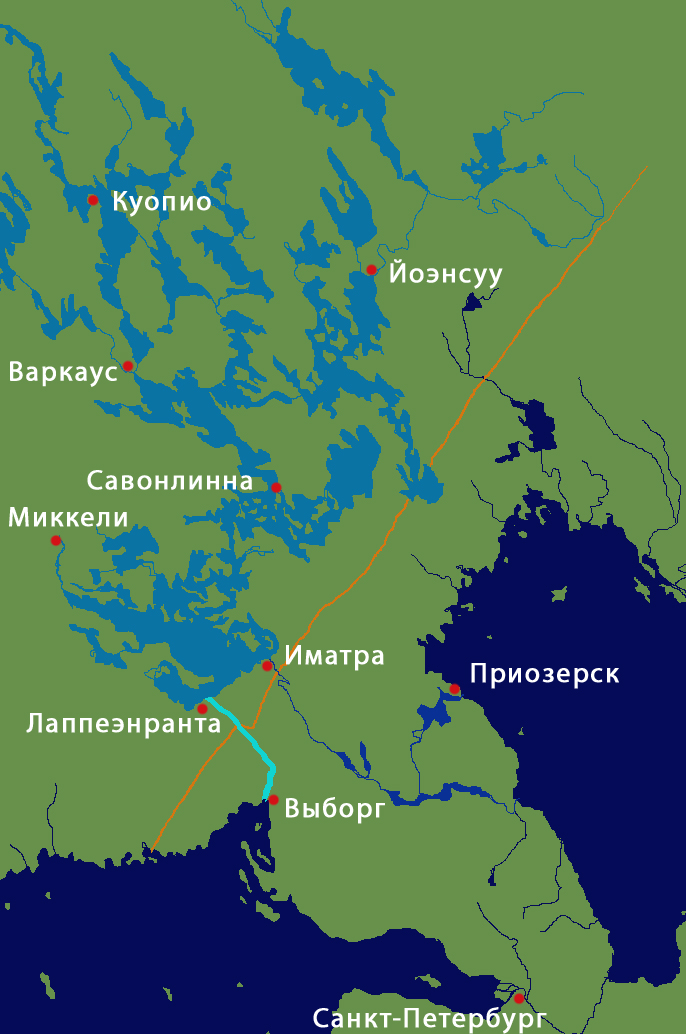
Сточище оз. Сайма, р. Вуокса, Сайменський канал і сучасний кордон між РФ і Фінляндією

60°59′33″ пн. ш. 28°29′24″ сх. д. / 60.992591666667° пн. ш. 28.489952777778° сх. д.
Сайменський канал (фін. Saimaan kanava; швед. Saima kanal; рос. Сайменский канал) — судноплавний канал між озером Сайма у Фінляндії і Виборзькою затокою в Росії. Відкрито у 1856, реконструйовано у 1963—1968 роках. Загальна протяжність каналу з морським фарватером — 57,3 км, з них Фінляндії належать 23,3 км, Росії — 34 км (включаючи 14,4 км підхідного фарватеру у Виборзькій затоці). Фінляндія орендує 19,6 км російської частини каналу (від шлюзу «Брусничне») і прилеглу територію. Термін оренди — до 2063 року, щорічна плата складається з двох частин: постійної, складової 1,22 млн євро, і змінної — 0,18 євро за кожну одиницю валової місткості суден, що перевищує 1,5 млн одиниць сумарної валової місткості за навігацію. Управління гідротехнічними спорудами та підтримання каналу в судноплавному стані здійснюються фінляндською стороною, підтримання в судноплавному стані підхідного фарватеру — російською.
Максимальна проєктна пропускна спроможність каналу за навігаційний період становить 11,5 тис. суден в обидва напрямки, максимальний вантажообіг оцінюється у 4,6 млн тонн. Тривалість навігації встановлюється щорічно за погодженням сторін залежно від льодових умов (у 2014 канал був закритий з 27 січня до 5 квітня для проведення ремонтних робіт). Рух здійснюється цілодобово.
Історичний розвиток та сучасний стан каналу відображено в експозиції музею Сайменського каналу (Saimaan kanavan museo(фін.)) у Лаппеенранта.

## Історія
Величезне сточище Сайменської озерної системи, багате лісами, не мало водних шляхів сполучення ні з Фінською затокою, ні з Ладозьким озером. Порожисті і мілководні річки не були придатні для транспортування вантажів. Доводилося розвантажувати судна у Вільманстранді і перевозити товари 50 верст суходолом по дорогах до Виборга, де їх знову вантажили на кораблі. У зворотний бік тим же способом доставляли необхідні жителям озерного краю продукти, в основному зерно і сіль. Такий шлях займав багато часу і відбивався на цінах.
Спроби спорудження судноплавного каналу між Саймаа і морським узбережжям робилися у 1499—1511 і 1607—1609 роках. Перша спроба була зроблена під управлінням Еріка Турессона Б'єлке (Erik Turesson den yngre (Bielke)), коменданта фортець Виборг і Олафсборг. Один з перших путівників по Фінляндії, виданий у Санкт-Петербурзі у 1862, повідомляє, що «у XVI сторіччі шведський намісник Б'єлке приступив до прориття за 7 верст на схід від Вільманстранду каналу, сліди якого і по цей час відомі під назвою Ванха-Кайванто (фін. Vanhakaivanto), або старого каналу». Результат — рів завдовжки 118 метрів і завширшки 5,3 метра — в даний час прихований сучасним руслом каналу. Сліди другої спроби, розпочатої майже через століття адміралом Юустеном (Pentti Severinpoika Juusten) за наказом шведського короля Карла IX, доступні донині в Лаппеенранта як канал Понтуса (у ранніх джерелах зустрічається назва Ужі-Кайванто (фін. Uusikaivanto), або новий канал). Нестача коштів та технічні можливості того часу не дозволяли створити настільки масштабну гідротехнічну споруду: рівень озера Сайма майже на 76 метрів вище рівня Балтики, і без системи шлюзів канал перетворився б на порожисту річку з величезною швидкістю течії.

### Проєктування і будівництво
Після російсько-шведської війни 1808—1809 років Фінляндія увійшла до складу Російської імперії, перетворившись зі шведської провінції у Велике князівство Фінляндське з власною конституцією і сеймом. Облаштуванню Великого князівства приділялася надзвичайно велика увага — Олександр I, а потім Микола I прагнули наблизити його до Росії шляхом проведення різноманітної політики реформ. У них, зокрема, входило поліпшення економічного становища розвитком торгівлі, промисловості і шляхів сполучення. У 1811 під фінляндське управління була передана Виборзька губернія.
До того часу завдяки промислової революції у світі з'явилися нові можливості. Поширення машин, нових технологій та інструментів дозволяло механізувати працю і підвищити її продуктивність. Відповіддю Росії стала масштабна індустріалізація, чому сприяли введені у 1822 році протекціоністські заходи щодо захисту внутрішнього виробництва. У Фінляндії в достатку з'являються торговельні та мануфактурні компанії, відбудовуються міста, вона починає покриватися мережею доріг, і давня мрія фінського купецтва про з'єднання каналом озерної системи Сайма і Фінської затоки стає реальністю
У 1826 на засіданні міських судів Саволакс і Карелії вирішено було відправити до Санкт-Петербурга депутацію селян до імператора Миколи I, що щойно вступив на престол, щоб той знайшов можливість з'єднати озерний край з приморськими містами. Імператор прийняв депутатів і, вислухавши, повелів зробити необхідні вишукування. Найкраще рішення запропонував барон Карл Розенкампф, який ще у 1824—1825 роках займався опрацюванням водного шляху від Ладозького озера по річці Вуоксі, Сайменському озеру і, їм наміченим, Сайменським каналом з виходом у Фінську затоку біля Виборга. На цей проєкт його спонукало звернення Олександра I до інженерії країни: восени 1824 у Санкт-Петербурзі відбулася найсильніша руйнівна повінь, і імператор чекав з нетерпінням варіантів вирішення проблеми порятунку Північної столиці від водної стихії «на всі часи». У 1825 Розенкампф, серед інших, подав «Записку у справі про спуск озера Сайма», в якій справив попередні техніко-економічні розрахунки спорудження штучного водного шляху. Ця визнана вельми оригінальною робота і лягла в основу запропонованого ним у 1827 році проєкту. Проте коштів (близько 3 млн рублів) тоді в казні не знайшлося, тому до прокладання каналу не приступили.
У 1834 губернатор Виборзької губернії Карл Август Рамзай з подачі місцевого купецтва знову порушив питання про канал. Економічна ситуація стала сприятливішою, зростаюча російська столиця відчувала постійну потребу в пиломатеріалах, що надходили з території Сайма. Хід справі дали генерал-губернатор Фінляндії князь Олександр Меншиков і начальник фінансової колегії, енергійний сенатор Ларс фон Гартман. У Виборзі для складання плану і кошторису був заснований комітет з будівництва каналу. У травні 1835 Фінляндському інженерному відомству було видано завдання на технічні вишукування по спорудженню Сайменського каналу. Очолював його барон Розенкампф що незабаром представив свої нові міркування в докладному проєкті, який був височайше затверджений у вересні 1844, і у 1845 почалися будівельні роботи.
Це було найбільше будівництво того часу. Активно використовували допомогу іноземців, головним чином шведських фахівців, оскільки в Росії не було досвіду будівництва каналів у скельному і горбистому ландшафті. У Швеції вже експлуатувалися Тролльхетте- і Гета -канали, які послужили зразком. Шведський інженер-полковник Нільс Еріксон (Nils Ericson) вніс деякі поліпшення в початковий план і впровадив найсучаснішу на той час англійську технологію будівництва каналів. Вперше у Фінляндії був використаний порох в гірничих роботах. Довжина каналу тоді склала 59,3 км; з них 36,1 км були прориті, а решта припадали на річки та озера. Було споруджено 15 шлюзів — 7 однокамерних, 3 двокамерних і 5 трикамерних. Шлюзи позначалися за номерами камер (всього — 28, нумерація велася з боку Сайма), а також за назвами найближчих населених пунктів чи озер. Канал проходив по території двох повітів Виборзької губернії: Лаппвесиського і Страндасського.
Організація будівництва відрізнялася економічністю і простотою. Роботи велися трьома дистанціями, штат інженерно-технічного персоналу всього будівництва складався з 20 осіб. На кожній дистанції роботи вела одна артіль землекопів чисельністю 100—150 осіб. Використовувані тут методи організації робіт, захисту навколишнього середовища, навчання робітників, соціального захисту стали нововведенням і поширилися по всій країні.
Канал ще до початку експлуатації став важливою пам'яткою і туристським об'єктом Східної Фінляндії. Перша туристична мапа Сайменського каналу була випущена вже у 1852 році.
У 1855 Микола I раптово помер, не заставши завершення будівництва. На російський престол зійшов його син, Олександр II.
26 серпня (7 вересня) 1856, на 4 роки раніше запланованого терміну, відбулося урочисте відкриття каналу. Воно було приурочене до дня коронації нового імператора. Під час святкового феєрверку у Виборзькому замку спалахнула пожежа, що завдала значної шкоди ансамблю.
У будівництво каналу були вкладені значні на ті часи гроші — понад 12 млн срібних марок, але ця сума була менше запланованої, і витрати окупилися значно швидше, ніж очікувалося, — за 25 років.

### Експлуатація до 1917 року

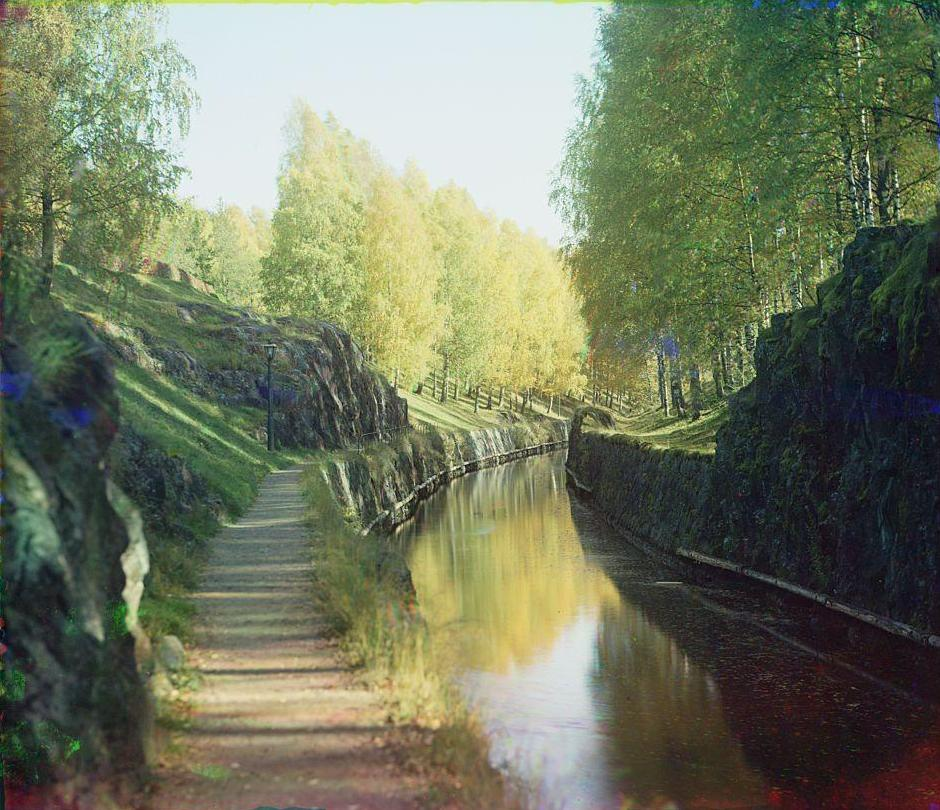
Сайменський канал, 1903 рік. Бечівник. Фото С. М. Прокудіна-Горського

Сайменський канал став найбільшим каналом Фінляндії. Частка каналу в обсязі вантажоперевезень по шлюзовим каналам Фінляндії в другій половині XIX століття досягала 70 % (1880). Відкривши безперервне судноплавство протягом більше 1000 верст, від північних берегів Сайма до Петербурга, ця водна артерія перетворила економіку східної частини Фінляндії: деревообробна промисловість нарешті отримала можливість вивозити свою продукцію. Так, у 1864 році більше половини експорту пиломатеріалів з Фінляндії здійснювалося через канал. У сільському господарстві зросла роль тваринництва: зросло виробництво масла, що поставлялося у Санкт-Петербург (крім того, імпорт дешевого зерна з Росії знизив рентабельність вирощування зернових культур). По каналу також вивозили продукцію чорної металургії.
Спочатку провід суден каналом здійснювався бурлаками або кінною тягою, для чого вздовж нього був прокладений бечівник. Але вже у 1856 році у Виборзі мали 4 пароплави для обслуговування каналу. Багаторазово зрослий товарообіг стимулював розвиток суднобудування, яке забезпечували корабельні Виборга і Варкауса. До кінця XIX століття на озері Сайма було понад 800 різних пароплавів і барж, що забезпечували зайнятість 3500 чоловік. Із закриттям навігації команди суден були зайняті на сезонних лісозаготівельних роботах.
Перші роки існування каналу вітрильні шхуни з Сайма ходили до берегів Іспанії і в порти Середземного моря, пізніше через конкуренцію з боку більших морських суден район плавання озерної флотилії обмежився акваторією Балтики. До середини 1870-х років через канал проходило 2-3 тисячі суден на рік, до 1913 їх кількість досягла майже 11 000. Сайменський канал в цей час забезпечував 35 % вантажних перевезень по шлюзовим каналам Фінляндії. Навіть будівництво в регіоні залізниць в останньому десятилітті XIX століття не завадило розвитку судноплавства.
Канал виявився надзвичайно мальовничий. Заможні петербуржці і виборжці, а потім і більш демократична публіка будували або знімали на літо дачі на його берегах. Серед них — міністр закордонних справ Гірс, відомий літератор Купрін. Тут проводив свої досліди з фотографування С. М. Прокудін-Горський. Місцевість від Виборга до озера Нуйямаярві являла собою своєрідний культурний ландшафт: навколо дач розбивалися сади, споруджувалися альтанки і причали. За рахунок каналу утримувались навіси для мандрівників що очікують, оглядові башти і кіоски. Поруч зі шлюзами відкрилися готелі та ресторани, у Лаурітсала було побудовано броварню.
Завдяки каналу Східна Фінляндія стала доступнішою для мандрівників і любителів рибальства. Серед найзнатніших осіб вважалося модним задоволенням відвідувати Фінляндію саме таким способом. Каналом користувалися майбутній військовий міністр Редігер, піонер ідеї фінської незалежності Адольф Арвідссон, А. П. Остроумова-Лебедєва, В. М. Жирмунський, родина Мандельштам. На берегах Сайма облаштовувалися бальнеологічні курорти. Відкрилися казино в Вільманстрандом і Нейшлота. У самі жваві сезони по каналу ходило до 27 пасажирських пароплавів на день між Виборгом, Ряттіярві і Вільманстрандом; до 4 разів на тиждень йшли круїзні судна з Санкт-Петербурга в Нейшлот, Йоенсуу, Куопіо. Канал залишався популярним, незважаючи і на розвиток залізниць: першу половину шляху багато мандрівники здійснювали на поїзді, іншу половину — в екіпажі або на пароплаві.
У 1893—1903 роках була проведена реконструкція каналу із застосуванням бетону.

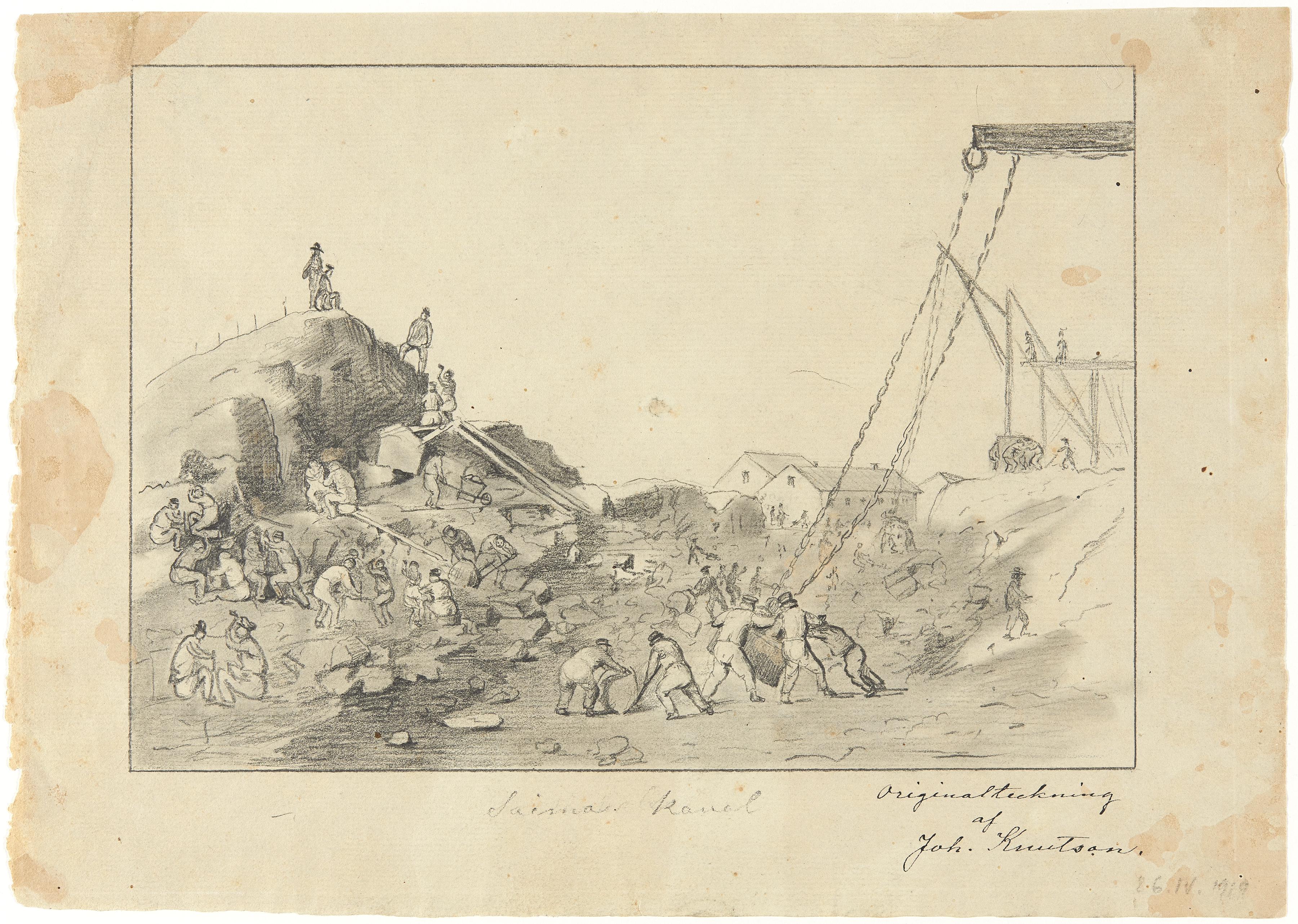
Будівництво каналу. Малюнок Йохана Кнутсона
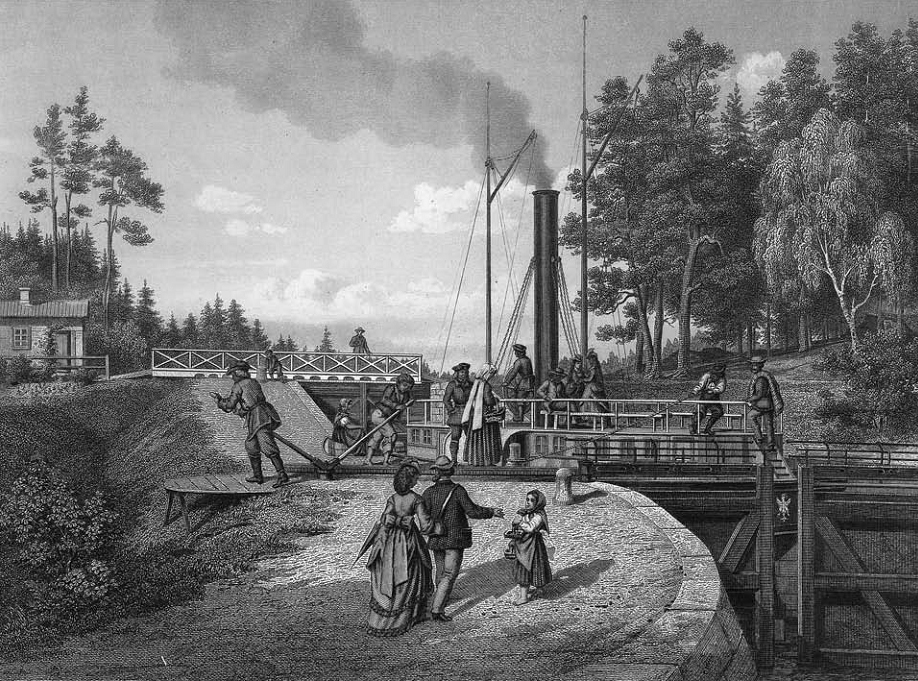
Шлюз в Юустілла на Сайменському каналі. Гравюра Бернхарда Рейнхольда
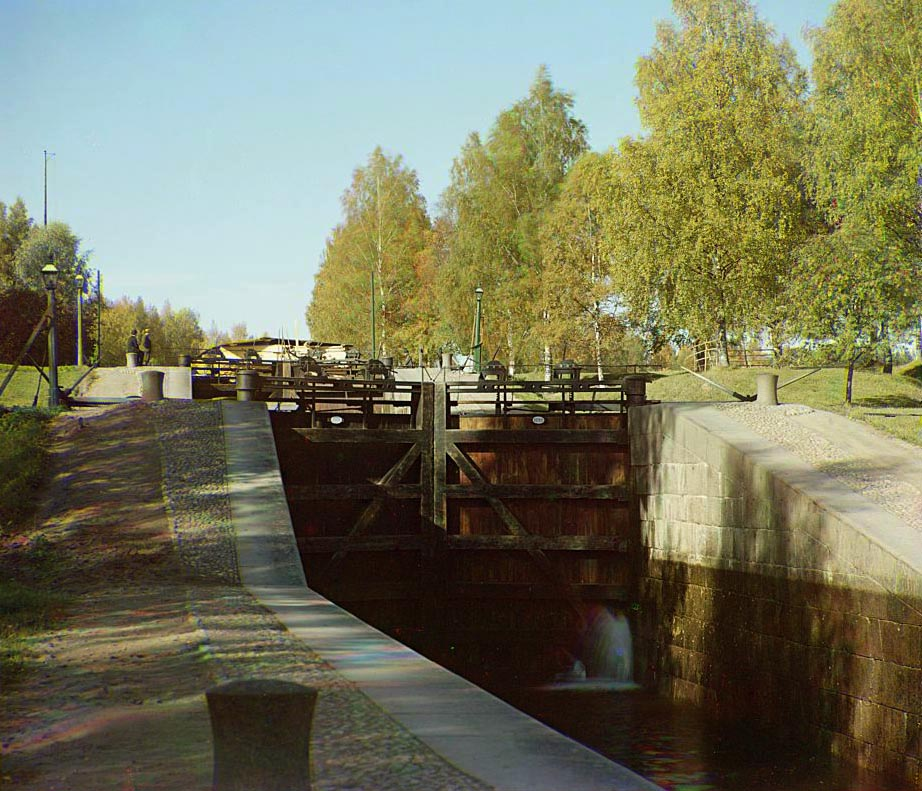
Потрійний шлюз на Сайменському каналі («М'ялкія»). Фото С. М. Прокудіна-Горського
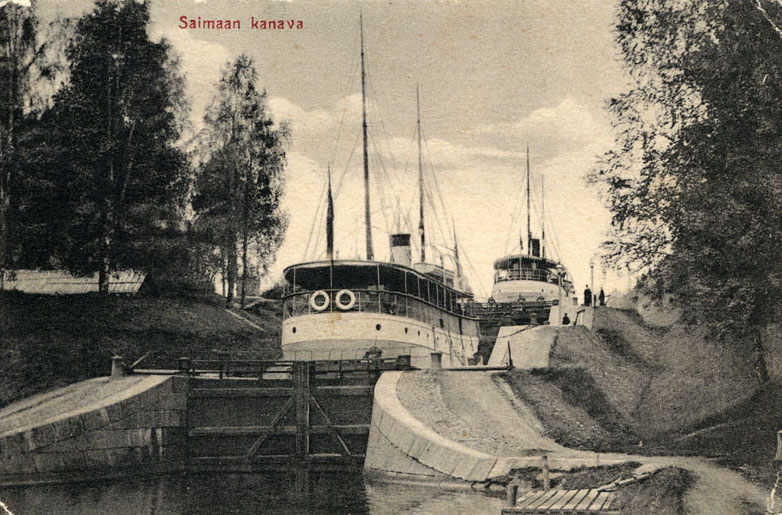
Сайменський канал. Листівка видана у Виборзі в 1908 році

### Експлуатація у 1917—1939 роках
Події 1917 року, поява кордону між каналом і Петроградом, напружені відносини між Фінляндією і СРСР визначили зміни у використанні каналу. Потік дачників і туристів з Росії повністю перервався. Дачі, на яких тепер жили тільки виборжці, старіли. Регулярне пасажирське сполучення по каналу підтримувалося до 1935, але кількість пасажирів сильно скоротилося.
Канал продовжував досить активно використовуватися для вантажоперевезень — з початку XX століття у Фінляндії, зокрема, у Виборзі, будуються тартаки, а потім і целюлозно-паперові заводи, які потребували великих обсягів сировини.
У 1920-х роках був розроблений і прийнятий план реконструкції Сайменського каналу для проходу 1 000-тонних судів, в ході якої розмір шлюзів мав бути збільшено, а кількість шлюзів скорочено. До його здійснення приступили у 1927. Реконструкція каналу проводилася без зупинки судноплавства — нові шлюзи будувалися поруч зі старими, у той час як старі продовжували працювати.
У 1939 році, коли було виконано приблизно 38 % передбачених цим планом робіт, його реалізація була перервана розпочатою війною між СРСР і Фінляндією.

### Військові роки (1939—1945)
Восени 1939 було відзначено, що Сайменський канал може опинитися в зоні бойових дій. З'явилася мета зробити його загородженням в протитанковій обороні. Канал являв собою в деяких місцях перешкоду завдяки глибокому руслу. Були перетворені шлюзи і споруджені греблі, щоб забезпечити затоплення прилеглої до каналу території, якщо радянські війська прорвуть зміцнення на Карельському перешийку (так звану лінію Маннергейма). У ході бойових дій багато споруд каналу були пошкоджені, а залишки дач остаточно знищені.
12 березня 1940 в Москві підписано мирний договір, за яким Виборг і Карельський перешийок відійшли до складу Радянського Союзу.
Після того як Фінляндія в 1941 році повернула собі Карельський перешийок, канал привели в робочий стан і використовували для постачання армії, а пізніше — для евакуації військових і мирних жителів.
19 вересня 1944 року, в результаті укладеного перемир'я, були відновлені придбання СРСР 1940 року. Канал знову опинився на територіях двох країн, і рух по ньому припинився.

### Оренда й реконструкція
Мирний договір, підписаний між Радянським Союзом і Фінляндією 10 лютого 1947 року в Парижі, підтвердив умови 1940 року, проголосивши принципово нові відносини між країнами-сусідами. Для використання розділеного каналу потрібна була міждержавна угода. Крім того, за майже сто років, що минули з моменту спорудження, його вцілілі споруди зруйнувались і потребували масштабної реконструкції.
У 1948 уряд Фінляндії ініціював переговори з метою відновлення експлуатації каналу. Процес йшов повільно, офіційний переговорний процес де-факто почався тільки у 1954, коли міністр закордонних справ Фінляндії Урхо Кекконен запропонував компромісний варіант оренди каналу і прилеглих до нього територій.
Опозиція активно критикувала політиків, які намагалися домовитися про оренду (насамперед Кекконена, який балотувався на посаду президента), оскільки укладення такого договору стало б непрямим визнанням встановлених по завершенню війни кордонів з СРСР. Незважаючи на цю протидію, у 1956 Кекконен був обраний президентом Фінляндії, а у серпні 1961 були призначені представники спільної комісії для вивчення стану каналу.
27 вересня 1962 року у Москві було укладено договір про передачу в оренду Фінляндській Республіці радянської частини Сайменського каналу і острова Малий Висоцький для перевалки і складування вантажів. У орендовані території також увійшла ділянка між автодорогою Нуйямаа — Брусничне і самим каналом. Площа переданих в оренду земель (без острова Малий Висоцький) склала 9,67 км², водної акваторії — 1,91 км². У 1963 році двома країнами договір було ратифіковано. Термін оренди був встановлений в 50 років, величина орендної плати залежала від вантажопотоку. Мінімальною — 180 тис. руб. — Вона була при обсязі перевезень до 1 млн тонн в навігацію, максимальною — 260 тис. руб. — при вантажообігу понад 2 млн тонн (у цінах початку 1960-х років). У договорі передбачалася можливість зміни орендної плати «у випадку, якщо золотий вміст рубля буде змінено». Цією частиною договору Росія скористалася у 1990-і роки, змінивши валюту сплати орендної плати.
За договором Фінляндія взяла зобов'язання протягом п'яти років провести корінну реконструкцію Сайменського каналу, а Радянський Союз — побудувати на цьому каналі мости і деякі інші споруди (проте кошти на це будівництво зобов'язувалася виділити Фінляндія). Реконструкція почалася у 1963 році. Було вирішено, що канал потрібно будувати для більших суден, ніж розраховували під час перерваних у 1930-х роках робіт. Перепад рівнів тепер вирішувався за допомогою 8 однокамерних шлюзів, що мають однотипну конструкцію. Підхідний фарватер перенесений із Замкової протоки в Гвардійську (Ківісіллансалмі).
Під час весняної повені 1968 нові споруди змогли заповнити водою, і у травні були зроблені перші пробні плавання.
5 серпня 1968 року реконструйований канал був відкритий президентом Фінляндії Урхо Кекконеном зі словами про дружбу між двома сусідніми народами, яка «тут, на Сайменському каналі, відлита в бетоні і висічена в скелях».

### Новий договір оренди

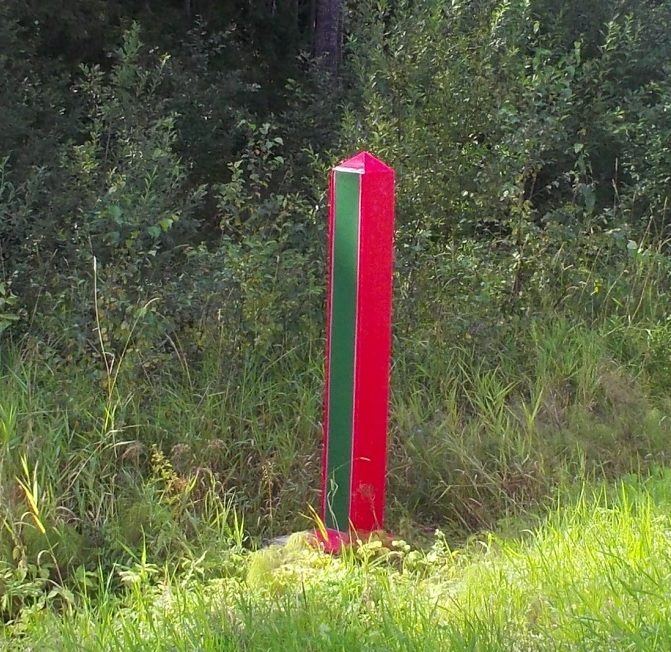
Кордон орендованої території

Сайменський канал став для Південно-Східної Фінляндії ключовою транспортною артерією, яка забезпечила доступ на світовий ринок і сприяла економічному зростанню цього регіону. У 2004 році по каналу було перевезено 2,46 млн тонн вантажів, загалом за 50 років після реконструкції — 59 млн тонн.
Термін оренди російської частини каналу закінчувався 1 січня 2013 року. У Фінляндії прагнули завчасно підписати новий договір, щоб місцеві підприємці і населення могли планувати свою діяльність і життя.
У 2005 через неузгодженість дій російських федеральних органів були зірвані заплановані терміни відкриття навігації, навантажені судна виявилися заблокованими в каналі на кілька днів. Фінська сторона використала цей момент для форсування переговорів по перспективам подальшої експлуатації каналу. З метою попереднього аналізу стану справ з підготовки переговорного процесу було сформовано чотири робочі групи за загальними, економічними, навігаційно-технічними та правовими питаннями.
З російського боку висувалися вимоги про перегляд ряду умов колишнього договору, зокрема, величини орендної плати і терміну оренди. Як заявили в Мінтрансі Росії, кошти, одержувані від оренди, давно не покривають витрати на підтримку в судноплавному стані підходів до каналу і навіть менше зборів з російських суден за прохід по ньому. Фінська сторона висловила готовність інвестувати в розвиток і модернізацію каналу, але потребувала отримати гарантії, що він залишиться в її управлінні на той період, який дозволить окупити вкладення (30-50 років).
У 2006 в Росії і Фінляндії пройшли святкові заходи на честь 150-річчя каналу. У районі шлюзу «М'ялкі» відкрито пам'ятник «Ворота царів»- гранітна арка заввишки 4 м із золотими гравировками імен російських імператорів Миколи I і Олександра II, в період правління яких створювалася перша система шлюзів. Відбулася низка зустрічей на високому рівні з питань підготовки нового договору. Було відзначено, що доля каналу цікавить Євросоюз, членом якого тепер є Фінляндія.
26 вересня 2008 року був підписаний Меморандум про завершення переговорного процесу.
27 травня 2010 року глави урядів Росії Володимир Путін та Фінляндії Матті Ванханен підписали новий договір. 19 червня 2011 президент Росії Дмитро Медведєв вніс договір до Держдуми на ратифікацію. 1 листопада 2011 Державна дума прийняла договір, 9 листопада 2011 року він був схвалений Радою Федерації.
16 листопада 2011 року президент Росії Дмитро Медведєв підписав Федеральний закон № 315-ФЗ «Про ратифікацію Договору між Російською Федерацією і Фінляндської Республікою про оренду Фінляндською Республікою російської частини Сайменського каналу та прилеглої до нього території і про здійснення судноплавства Сайменським каналом».
17 лютого 2012 року новий договір набув чинності.

## Сучасна експлуатація

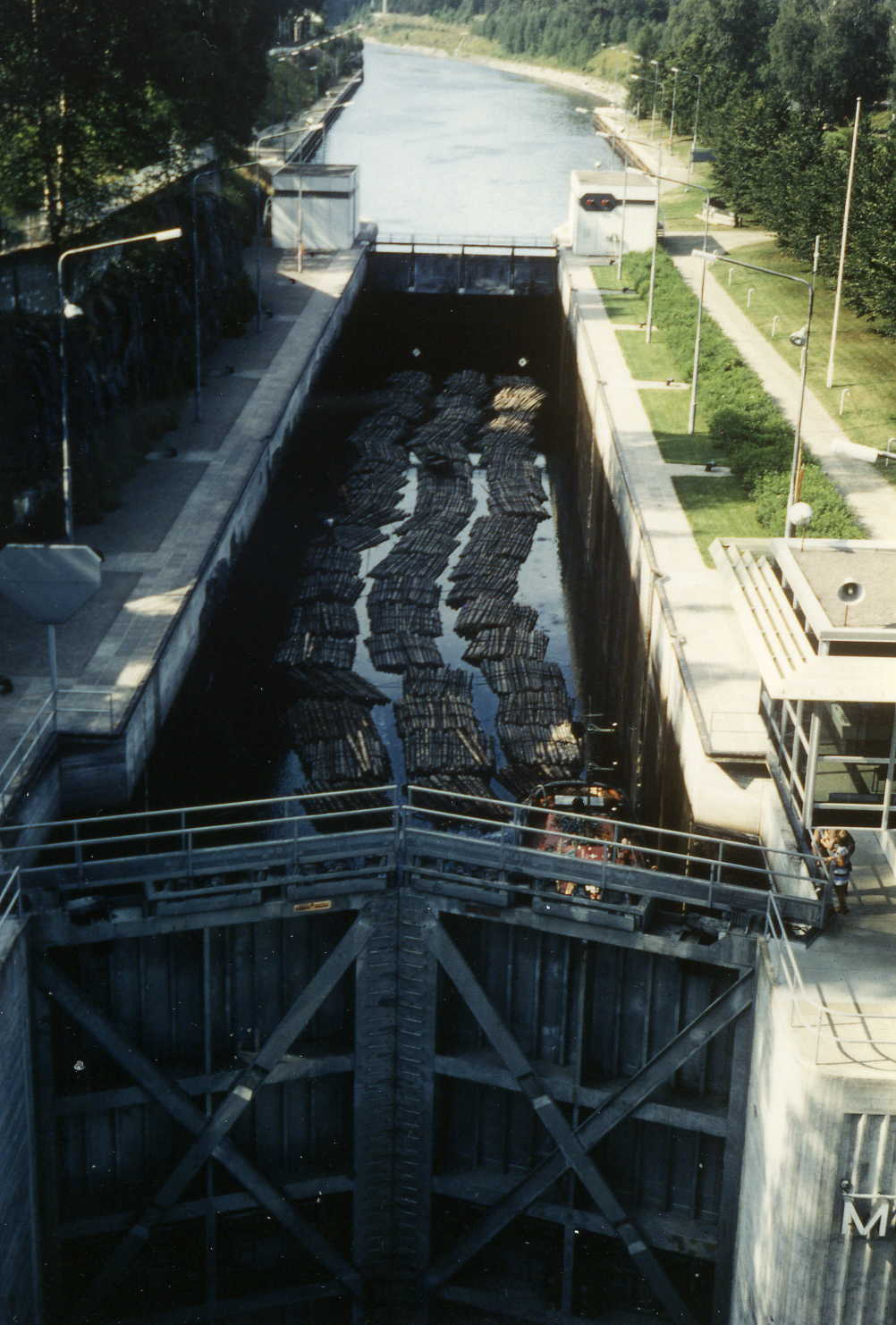
Шлюз «М'ялкія» (1980)

Сайменський канал є найважливішим з каналів Фінляндії. Забезпечуючи вихід на морські порти Висоцьк і Виборг, він дає можливість використання найекономічнішого для ряду вантажів (зокрема, сипучих і великогабаритних) водного транспорту в товарообігу з Росією та країнами Європи. Для багатьох маршрутів він є продовженням Волго-Балтійського водного шляху.
За даними Міністерства транспорту та зв'язку Фінляндії, у 2013 через канал перевезено понад 1,7 млн тонн вантажів, 49 % з яких — круглий ліс і тріска; пасажирський трафік склав понад 22 тис. осіб, 2 313 осіб пройшли на 752 прогулянкових суднах.
Найбільше число пасажирів, перевезених по Сайменскому каналу, було зафіксовано у 2001—100 тис. осіб. З введенням візових обмежень (відповідно до вимог Шенгенської угоди) число пасажирів різко скоротилося.

## Соціальне значення
Сайменський канал, крім транспортного, має соціальне, природоохоронне та культурно-історичне значення. За словами Уповноваженого Російської Федерації з Сайменського каналу С. А. Арістова, канал «планово-збитковий» — Фінляндія щорічно у своєму бюджеті закладає до 10 млн євро на утримання гідротехнічних споруд і мінімізацію тарифів, щоб забезпечити робочі місця і підтримати вантажопотік озерної частини Фінляндії
З 2012 року для суден, що прямують через Сайменський канал, скасовано стягування навігаційного збору.

### Правовий режим
Правовий режим каналу визначається міждержавним договором. На орендованій території діє законодавство Російської Федерації за винятками, передбаченими цим договором. Зокрема, законодавством Фінляндської Республіки визначаються взаємовідносини між громадянами Фінляндії та третіх країн, трудові відносини, режим судноплавства. Фінляндська сторона може здійснювати будівництво інфраструктури, необхідної для експлуатації каналу, а також здавати певну частину території в суборенду, але не має права використовувати надра і ліси на орендованій території.

## Прикордонний та митний контроль
Рух суден транзитом через канал є рухом через кордон Євросоюзу. Прикордонний та митний контроль Фінляндії здійснюється у досмотрового причалу «Нуйямаа», прикордонний контроль Росії — у шлюзу «Пялля», митний контроль Росії — у шлюзу «Брусничне».

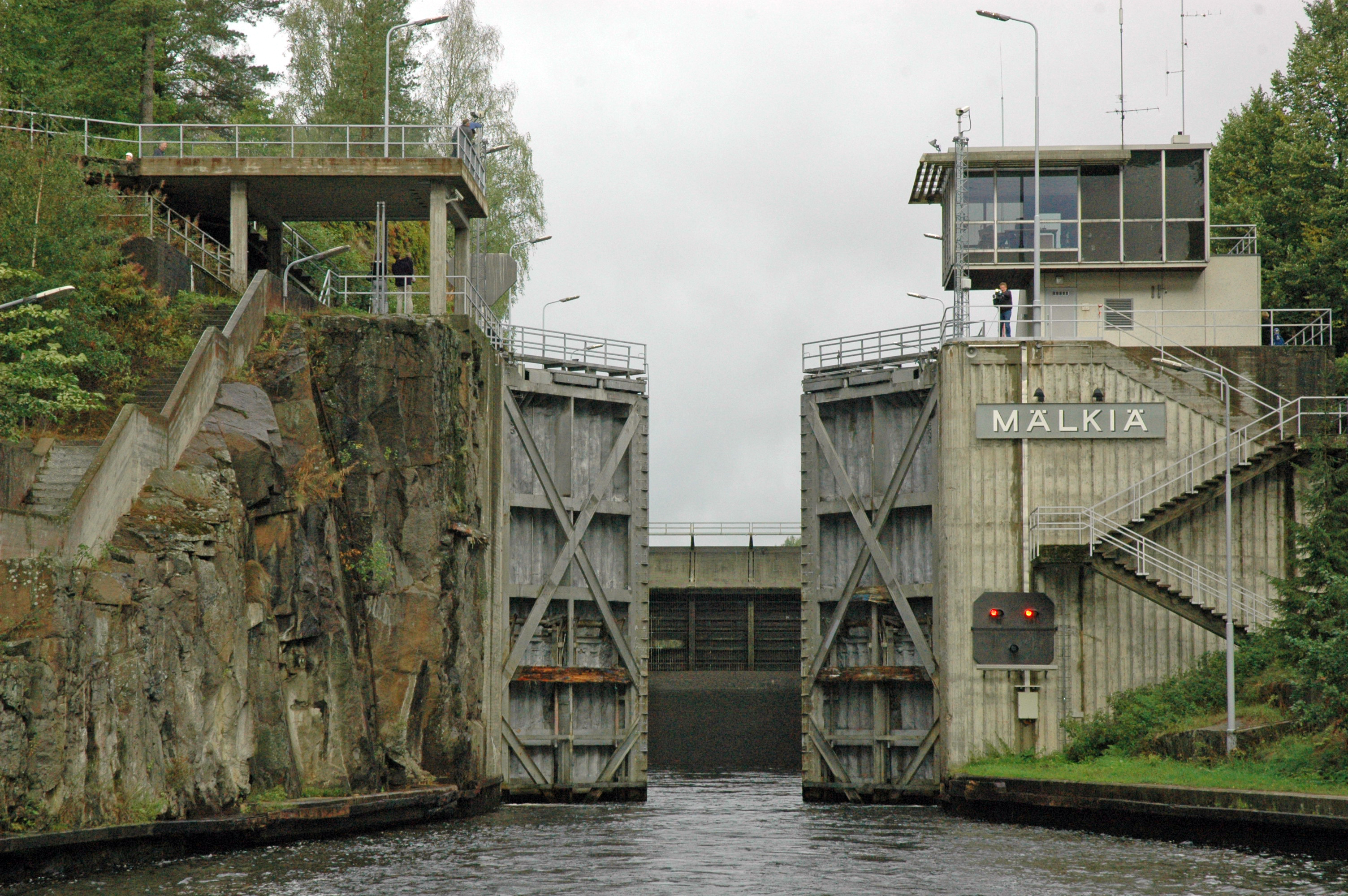
Шлюз «М'ялкія» у 2006
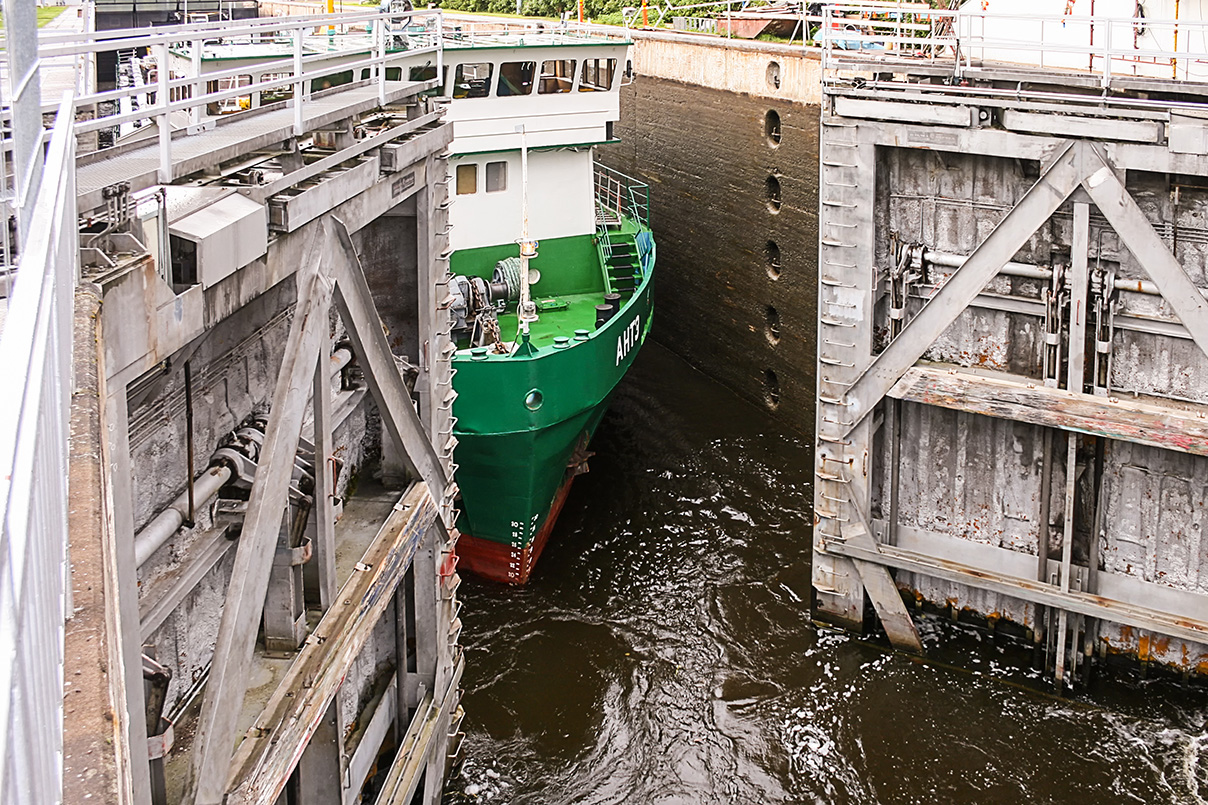
Нижні ворота шлюзу «Мустола» у 2014
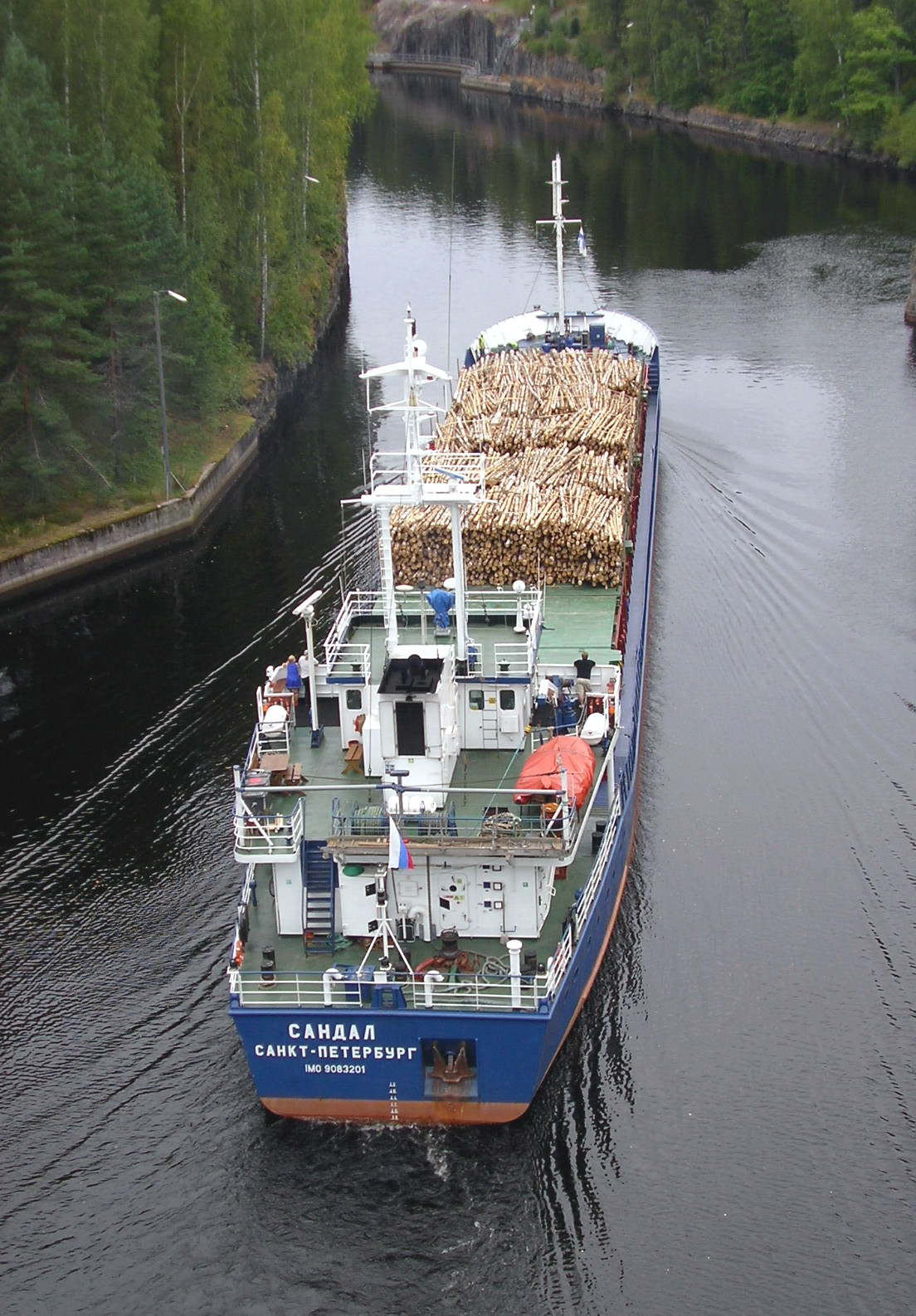
Судно «Сандал» біля входу в канал в Лаппеенранті
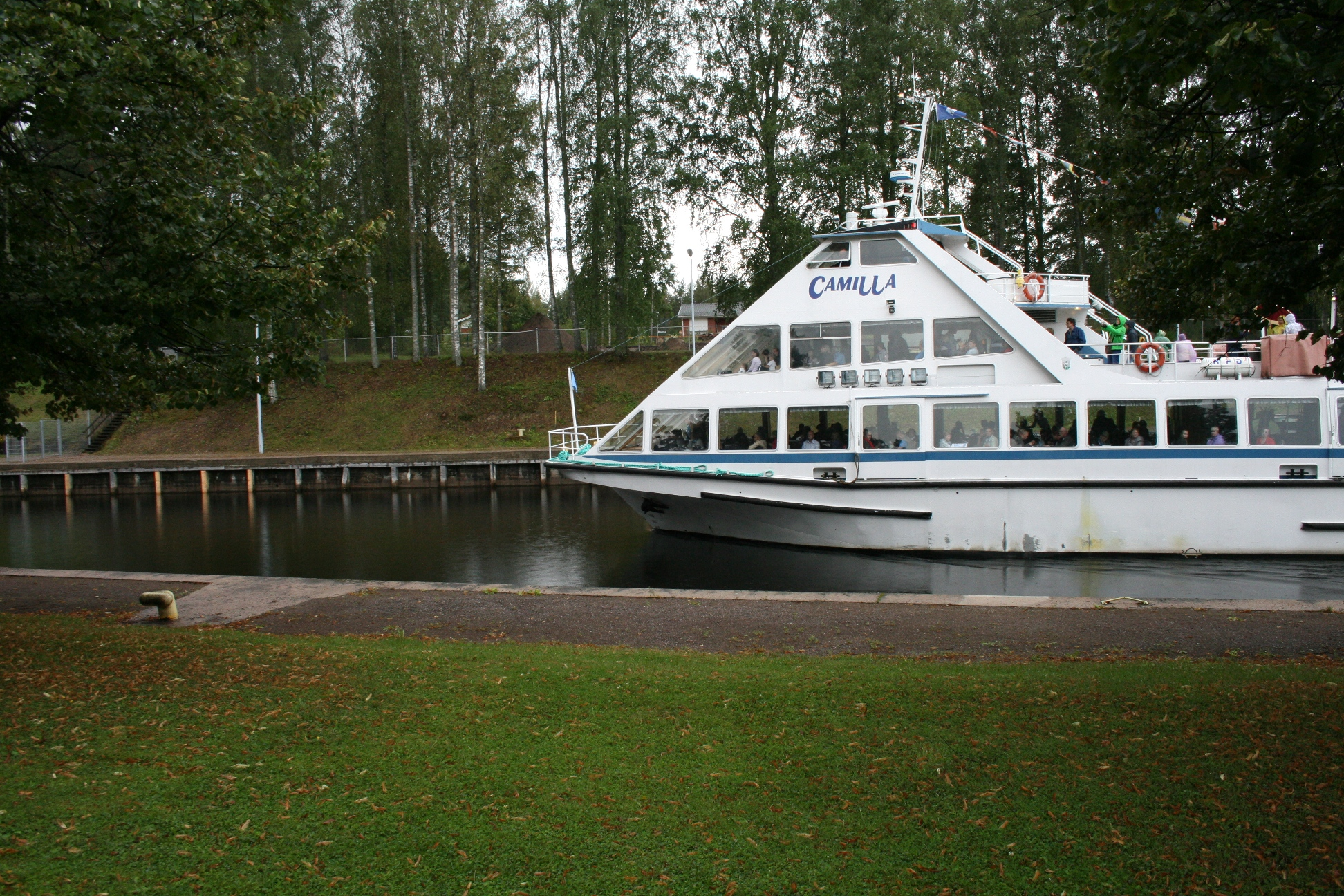
Прогулянкове судно Camilla на підході до шлюзу «М'ялкія»

## Судноплавна траса
- Довжина:
  - загальна — 57,3 км (34 км — у Росії, 23,3 км — у Фінляндії);
  - сухопутної частини — 42,9 км (19,6 км — у Росії, 23,3 км — у Фінляндії);
  - морського фарватеру — 14,4 км.
- Ширина (найменша) — 34 м[43].
- Глибина (найменша) — 5 м[2].

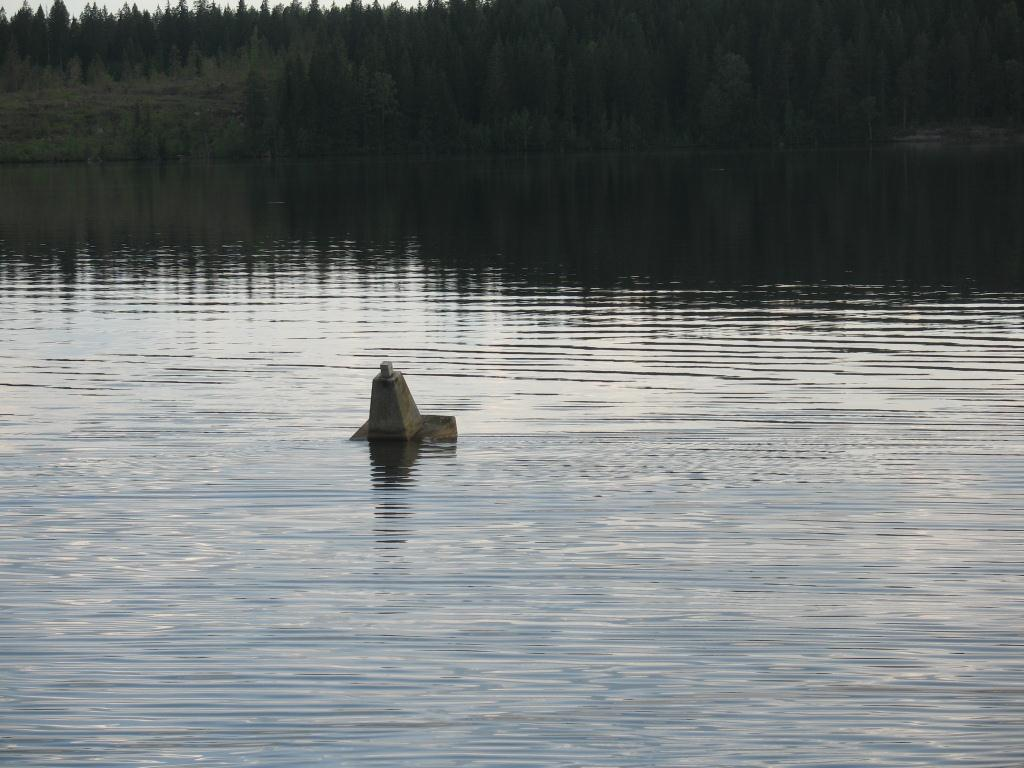
Кордон Росії та Фінляндії в озері Нуйямаярві на трасі Сайменського каналу

- Перепад рівнів між озером Сайма і Фінською затокою — в середньому 75,7 м[59].
- Дозволені габарити суден[59]:
  - довжина — 82,5 м;
  - ширина — 12,6 м;
  - осадка — 4,35 м (рекомендована — 4,2 м[2]);
  - висота щогл — 24,5 м.

## Технічні споруди

### Шлюзи

Карта Сайменського каналу з позначенням місць розташування шлюзів.

Схема шлюзів Сайменського каналу

На території Росії розташовані 5 шлюзів:
- № 1 «Брусничне» (перепад рівня — 10,0 м);
- № 2 «Іскрівка» (11,4 м);
- № 3 «Цвєточне» (5,5 м);
- № 4 «Ілісте» (10,2 м);
- № 5 «Пялля» (11,7 м).

На території Фінляндії — 3 шлюзи:
- № 6 «Соскуа» (8,3 м);
- № 7 «Мустола» (7,3 м);
- № 8 «М'ялкія» (12,4 м).

Габарити шлюзів:
- довжина — 85 м;
- ширина — 13,2 м.

З 2002 всі механізми каналу мають дистанційне керування з Єдиного центру судноплавства Сайменської системи, розміщеного на шлюзі № 8 «М'ялкія». Диспетчерський персонал працює також на шлюзі № 1 «Брусничне», з якого можливе управління трьома нижніми шлюзами і трьома розвідними мостами. Шлюзування займає не більше 10 хвилин на кожному шлюзі.

### Мости
- 12 автомобільних мостів (по 6 на території Росії і Фінляндії), з яких 7 розвідні (4 і 3 на території Росії і Фінляндії відповідно);
- 2 залізничні мости (по одному на території Росії і Фінляндії), обидва нерозвідні.

## Пам'ятки
В околицях Сайменського каналу збереглося багато історичних об'єктів. Насамперед це старі шлюзи, побудовані у XIX столітті. Багато хто з них в ході реконструкції 1963—1968 років залишилися осторонь від нового русла, а тепер підтримуються спеціально для туристів. Так, у старих шлюзів № 5 «Мала Мустола» та № 23-24 «Парво» крім гранітних стінок частково збереглися шлюзові ворота і механізми. У Лаппеенранта можна знайти канал Понтуса — сліди однієї з перших спроб будівництва каналу, а також пам'ятний знак. Крім того, уздовж каналу встановлено численні пам'ятники:
- пам'ятний знак на честь генерал-губернатора Фінляндії князя Меншикова — у старого шлюзу № 2-4 «М'ялкія»;
- пам'ятник у парку Урхо Кекконена — між сучасним і старим шлюзами «М'ялкія»;
- пам'ятник «Ворота царів» — у шлюзу «М'ялкія», в місці розгалуження старого і нового русел Сайменського каналу;
- напис на скелі в честь імператорів Миколи I і Олександра II — поруч зі старим шлюзом № 9 «Туохімякі»;
- пам'ятний знак на честь генерал-губернатора Фінляндії графа фон Берга — у старого шлюзу № 13-15 «Великий Пялля»;
- пам'ятний знак на честь фінляндського сенатора барона фон Гартмана — у старого шлюзу № 16-18 «Ліет'ярві»;
- пам'ятний знак на честь стрілецьких батальйонів Міккелі і Виборга — біля мосту через старе русло каналу між озерами Велике Цвєткове і Мале Цвєткове;
- пам'ятний знак на честь губернатора Виборзької губернії барона фон Котена — у старого шлюзу № 21-22 «Сяркіярві»;
- пам'ятний знак на честь інженера барона фон Розенкампфа — у старого шлюзу № 23-24 «Парво»;
- пам'ятник на честь закінчення реконструкції 1963—1968 років — між сучасним шлюзом «Брусничне» і старим шлюзом № 25-27 «Юустіла».

Уздовж траси каналу на території Фінляндії прокладено веломаршрут.

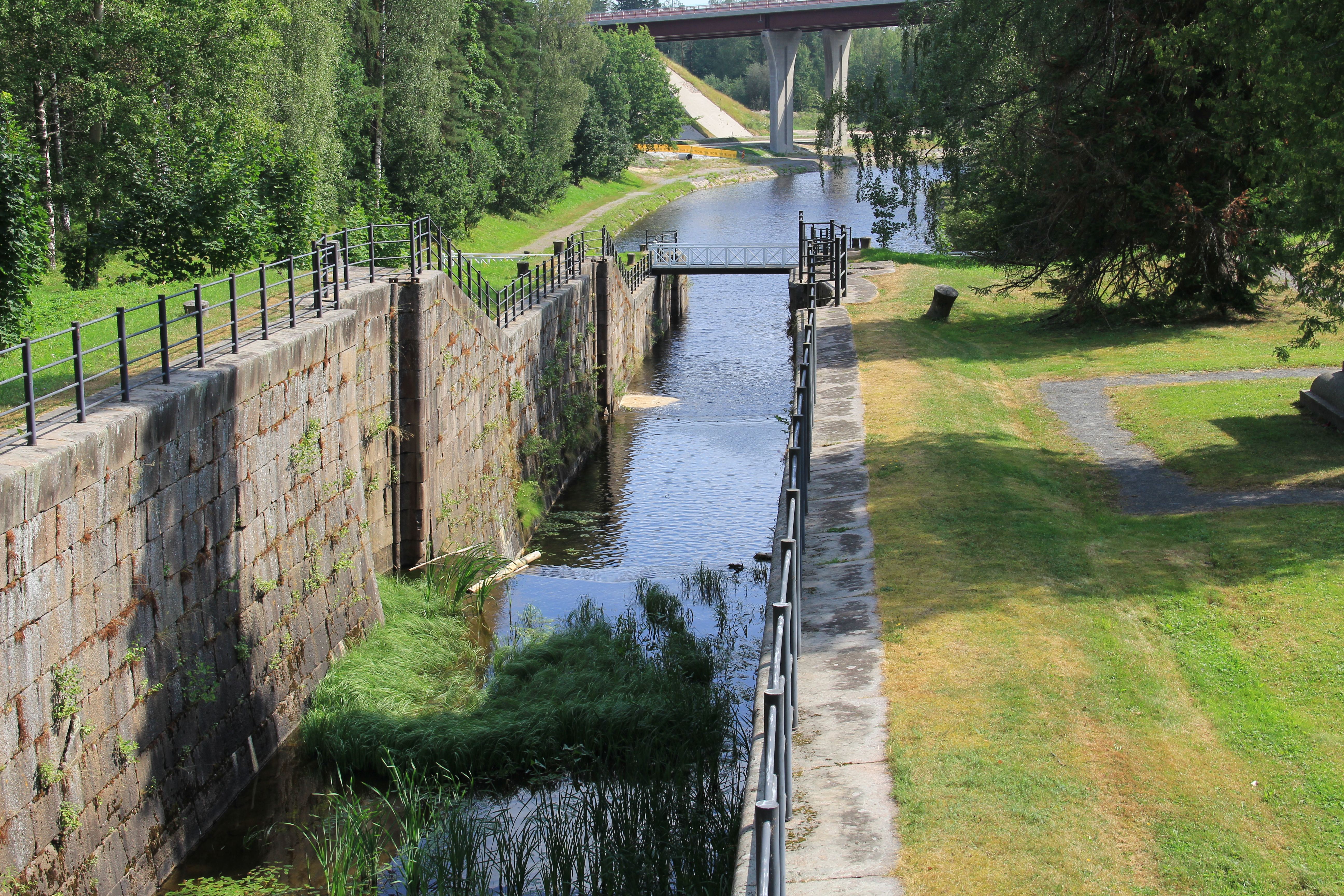
Старий шлюз «М'ялкія» у 2014
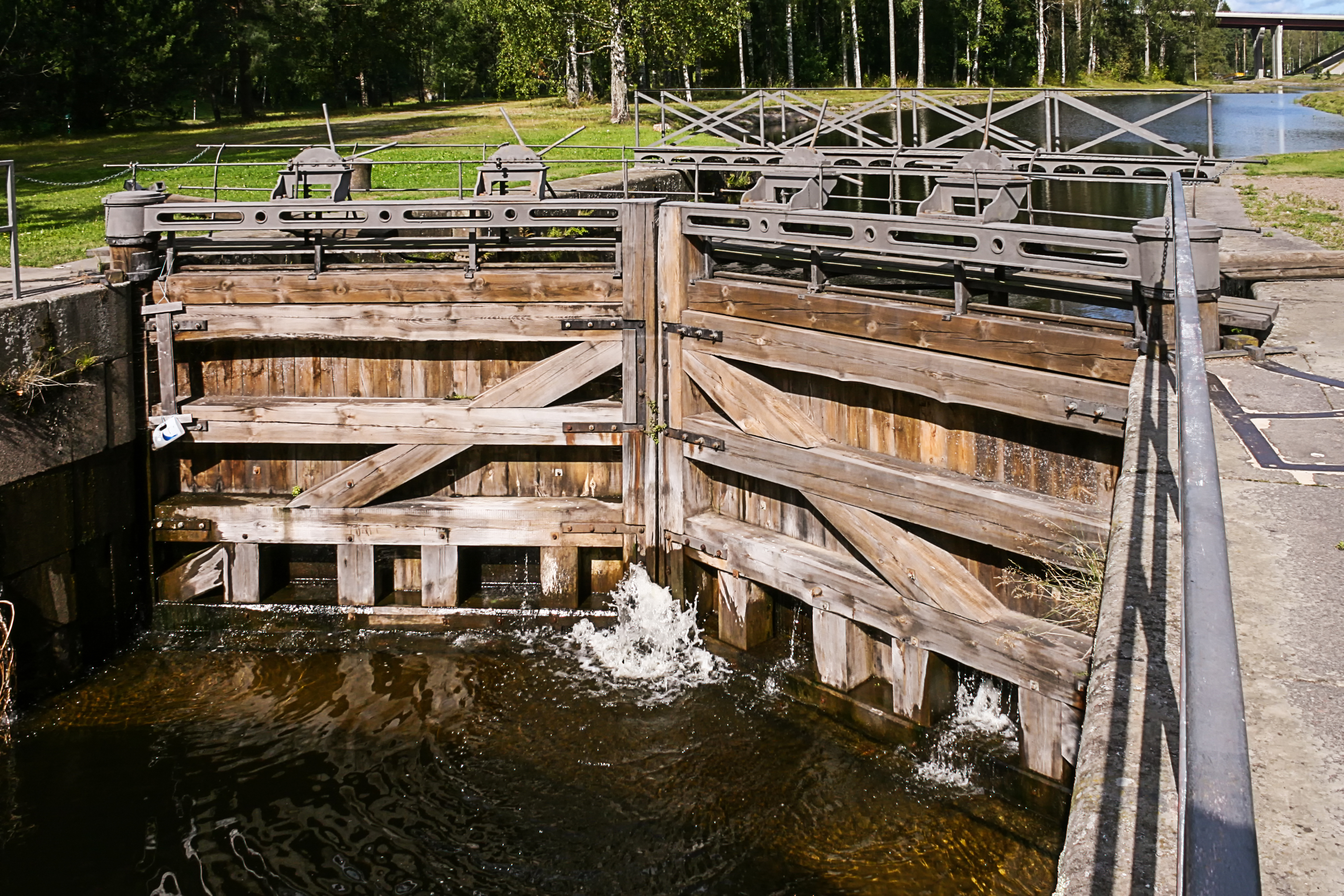
Верхні ворота шлюзу «Мала Мустола» на старому Сайменському каналі
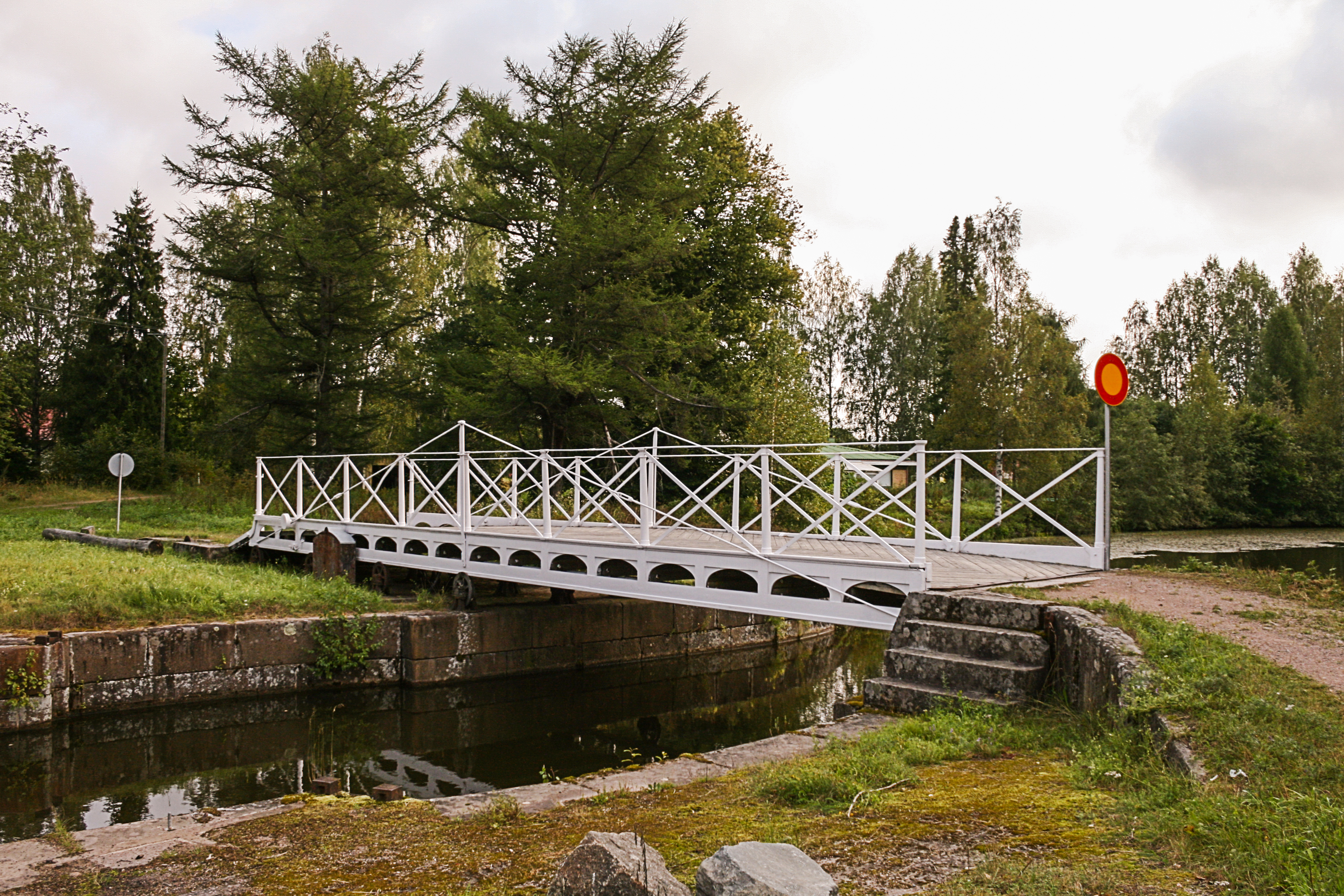
Розвідний міст через русло старого Сайменського каналу біля Kansola
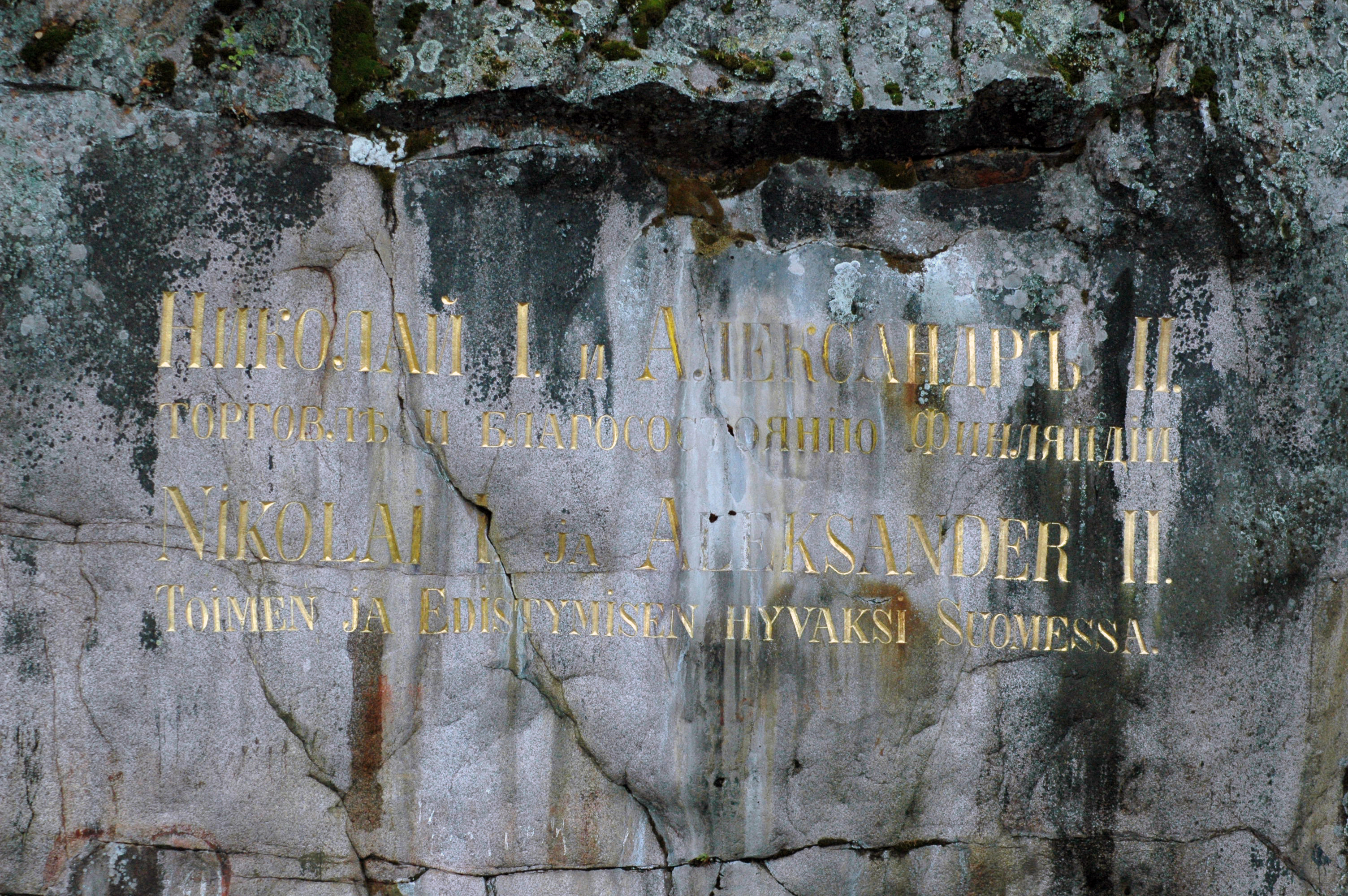
Напис на скелі на честь Миколи I й Олександра II